# Farba

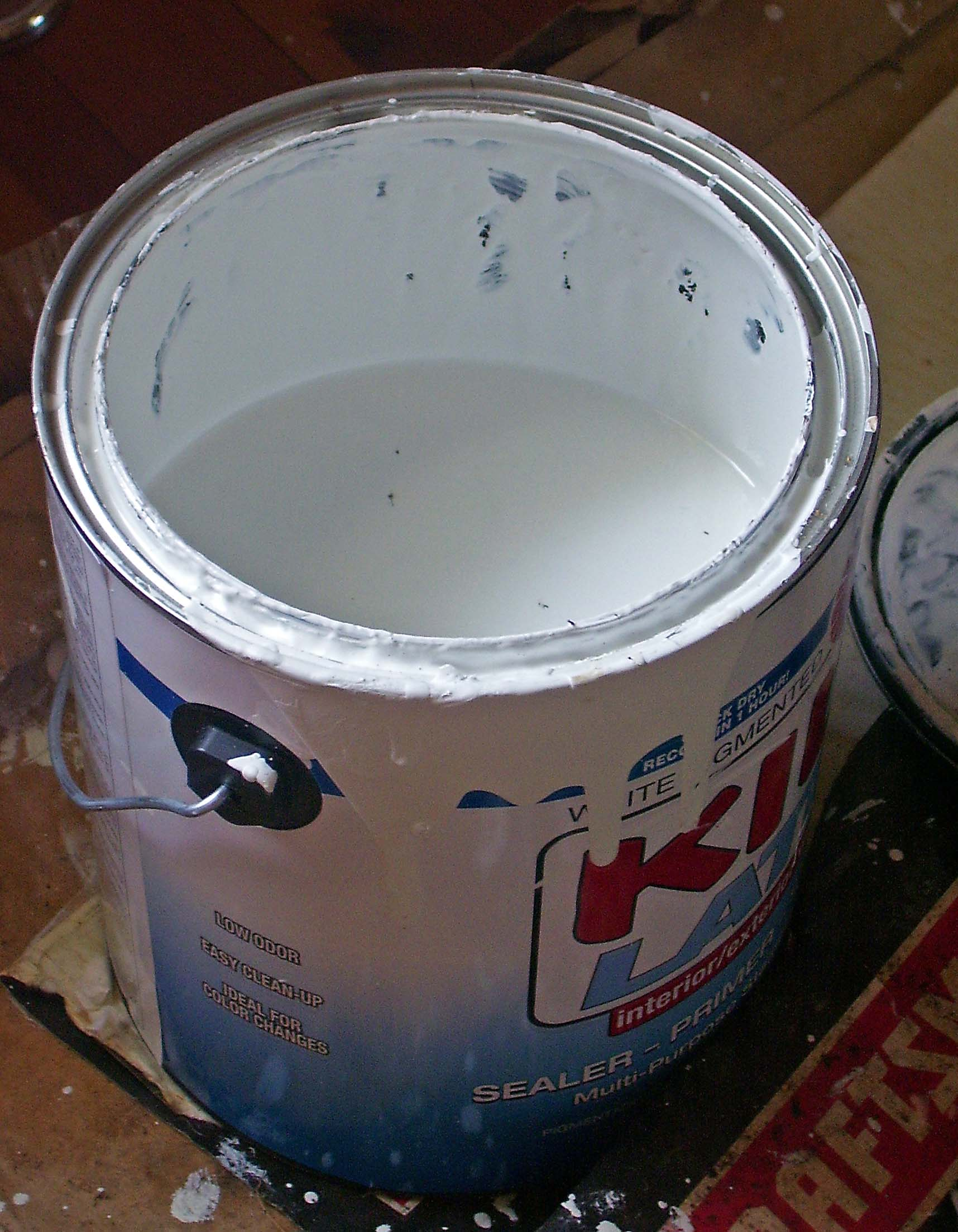

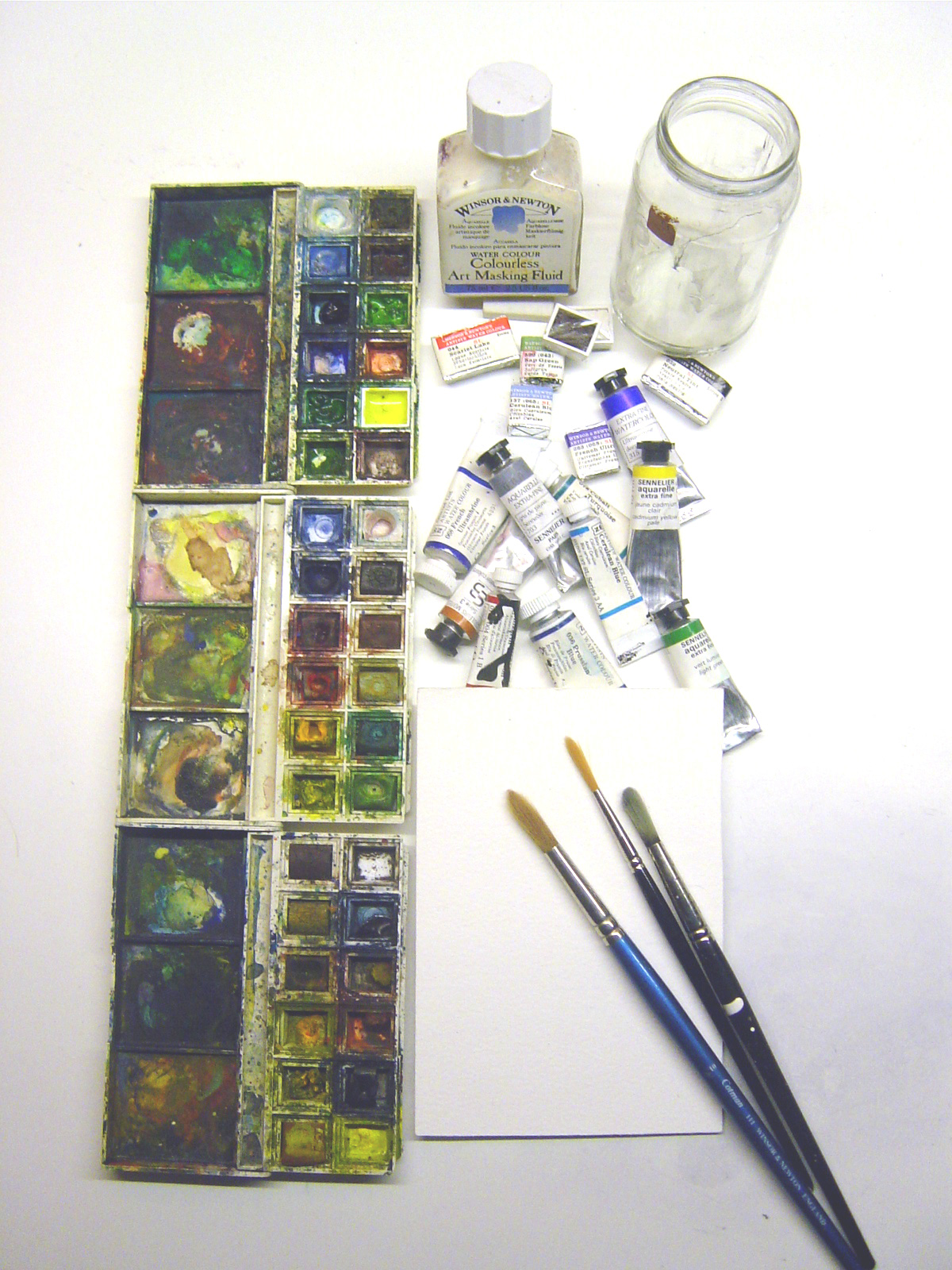

Farba – substancja powłokotwórcza służąca do ochronnego lub dekoracyjnego pokrywania powierzchni dowolnych przedmiotów. Może zalegać na ich powierzchni lub nieznacznie wnikać w głąb. Składa się z substancji barwiących – najczęściej w postaci pigmentów oraz substancji dodatkowych: spoiw, wypełniaczy, rozcieńczalników, rozpuszczalników, a także substancji błonotwórczych, dyspergujących, konserwujących, opóźniających wysychanie, reagujących z podłożem itp.
Zazwyczaj substancji barwiącej towarzyszy wypełniacz, którego ziarna są o rząd wielkości grubsze od pigmentu. Rolą wypełniacza jest obniżenie ceny farby, poprzez powiększenie powierzchni zajmowanej w powłoce przez pigment, gdyż ziarna wypełniacza są oblepiane przez pigment.
Stosuje się również farby bez wypełniaczy, a jedynie składające z pigmentów. Ma to miejsce w szeregu przypadków: np. gdy chodzi o najwyższą jakość krycia i barwy, lub też odwrotnie – gdy pigment jest na tyle tani, że wypełniacz nie jest potrzebny (zwykle farby najniższej jakości), inną przyczyną braku wypełniacza może być farba, której głównym celem są inne zastosowania niż dekoracyjne – wtedy, gdy pigment odgrywa rolę substancji czynnej – np. zabezpieczającej lub leczniczej.
Ze względu na liczbę powłok farby, dzieli się je kolejno na: gruntujące, podkładowe, powierzchniowe.
Rolą farby gruntującej jest zapewnienie przyczepności do podłoża farbom następnym, oraz wyrównanie niewielkich nierówności. Jej warstwa jest na tyle gruba, że odcina także całkowicie ciemną barwę podłożą, co jest istotne w przypadku jasnych powłok powierzchniowych. Farba ta jest zwykle bardzo szorstka, a więc i matowa. Rolą farby podkładowej jest wygładzenie powierzchni farby gruntującej, zlikwidowanie jej porowatości oraz zapewnienie przyczepności dla farby powierzchniowej, cechującej się bardzo cienką powłoką, a często także specyficznymi właściwościami mechanicznymi.
Ze względu na zastosowanie, farby dzieli się głównie na: artystyczne (tworzenie dzieł sztuki) i malarskie (dekoracyjne pokrywanie powierzchni) oraz do zastosowań specjalnych (np. świecące, ochronne, lecznicze, wskaźnikowe, drukowe).
Ze względu na rodzaj spoiwa farby dzieli się na: akrylowe, celulozowe, kazeinowe, klejowe, krzemianowe (na bazie szkła wodnego), lateksowe, olejne, spirytusowe, wapienne oraz na bazie całego szeregu rozmaitych żywic syntetycznych. Istnieją również farby bez spoiwa (jego funkcję spełnia wypełniacz lub pigment).
Istnieje również szereg farb posiadających obok pigmentów także barwniki.
Powłoki farbiarskie mogą być dodatkowo wykańczane powłokami lakierniczymi.

## Farby świecące
Farba z domieszką substancji fosforescencyjnych lub radioaktywnych, powodujących świecenie powłoki w warunkach niskiego oświetlenia lub jego braku.
Farby fosforescencyjne wymagają wcześniejszego naświetlania promieniowaniem UV, np. światłem słonecznym.
Farby z dodatkami substancji radioaktywnych świecą samoistnie. Stosowano między innymi: stront-90, rad-226, tryt. 